# Нагачівська сільська рада
Нагачівська сільська рада — колишній орган місцевого самоврядування у Яворівському районі Львівської області. Адміністративний центр — село Нагачів.

## Загальні відомості
Нагачівська сільська рада утворена в 1939 році. Територією ради протікає річка Липка.

## Населені пункти
Сільській раді підпорядковані населені пункти:
- с. Нагачів
- с. Липина
- с. Семирівка

## Склад ради
Рада складається з 20 депутатів та голови.

### Керівний склад попередніх скликань
| ПІБ                     | Основні відомості                                                 | Дата обрання | Дата звільнення |
| ----------------------- | ----------------------------------------------------------------- | ------------ | --------------- |
| Дацко Степан Степанович | Сільський голова, 1962 року народження, освіта вища               | 26.03.2006   | 31.10.2010      |
| Дацко Степан Степанович | Сільський голова, 1962 року народження, освіта вища, безпартійний | 31.10.2010   |                 |

Примітка: таблиця складена за даними джерела